# La zingara (opera)
La zingara è un'opera semiseria in due atti composta nel 1822 del compositore Gaetano Donizetti, su libretto di Andrea Leone Tottola, tratto da La petite bohémienne di Louis-Charles Caigniez, a sua volta derivata da un lavoro di August von Kotzebue. Fu la prima opera di Donizetti scritta per il teatro di Napoli.
La prima esecuzione fu data al Teatro Nuovo (Napoli), il 12 maggio 1822.

## Ruoli
| Personaggio                           | Voce         | Cast prima, 12 maggio 1822 (Direttore: - ) |
| ------------------------------------- | ------------ | ------------------------------------------ |
| Argilla                               | mezzosoprano | Giacinta Canonici                          |
| Ines                                  | soprano      | Caterina Monticelli                        |
| Fernando                              | tenore       | Marco Venier                               |
| Don Ranuccio Zappador                 | basso        | Carlo Moncada                              |
| Don Sebastiano Alvarez                | basso        | Giuseppe Fioravanti                        |
| Duca d'Alziras                        | tenore       | Alessandro Busti                           |
| Papaccione                            | buffo        | Carlo Casaccia                             |
| Amelia                                | soprano      | Francesca Ceccherini                       |
| Ghita                                 | soprano      | Clementina Grassi                          |
| Manuelita                             | soprano      | Marianna Grassi                            |
| Antonio Alvarez                       | tenore       | Raffaele Sarti                             |
| Sguiglio                              | tenore       | Raffaele Casaccia                          |
| Domestici di Zappador e zingari, coro |              |                                            |

## Trama
Don Ranuccio è il cattivo dell'opera: ha imprigionato Don Sebastiano nel suo castello e anche lui vuole uccidere il duca di Alziras, suo rivale politico. La figlia di Ranuccio, Ines, è innamorata di Fernando, ma il padre la vuole dare in sposa ad Antonio, che è il nipote di Don Sebastiano.
Argilla, la zingara del titolo, riunisce gli amanti Ferrando e Ines, salva la vita del Duca, che essa porta di nuovo insieme con il fratello e libera Don Sebastiano, che si rivela essere suo padre. Lo spunto comico è dato dal servo Papaccione, ingannato nella sua ricerca di oro in una vecchia cisterna. Tutto si conclude felicemente.

## Struttura musicale
- Sinfonia

### Atto I
- N. 1 - Introduzione Dell'ospite illustre (Coro, Ranuccio, Ines, Antonio, Amelia)
- N. 2 - Cavatina di Argilla Donzelle! A penetrar
- N. 3 - Duetto fra Papaccione e Argilla Quid est homo sine foemina?
- N. 4 - Cavatina di Sebastiano Breve istante di pace! A che lusinghi
- N. 5 - Terzetto fra Fernando, Sguiglio ed Argilla A te nell'appressarmi
- N. 6 - Aria di Ranuccio Giunge l'amico istante (Ranuccio, Coro, Antonio)
- N. 7 - Sestetto Ah! come sul mattin (Ines, Fernando, Argilla, Papaccione, Sguiglio, Amelia)
- N. 8 - Finale I Feste, gioje, delizie, piaceri (Coro, Duca, Ranuccio, Papaccione, Argilla, Ghita, Manuelitta, Antonio)

### Atto II
- N. 9 - Duetto fra Fernando ed Ines Un mentitor mi credi?
- N. 10 - Coro e Aria di Papaccione Scendi scendi Papaccion - Mo'! Aspetta, e bì che pressa! (Papaccione, Coro, Argilla, Sguiglio)
- N. 11 - Settiminio Oh, come ai danni miei (Ranuccio, Duca, Amelia, Argilla, Sebastiano, Papaccione, Sguiglio)
- N. 12 - Aria di Ines Se fu colpa un primo affetto (Ines, Ranuccio)
- N. 13 - Terzetto fra Sebastiano, il Duca e Fernando Miralo: è il tuo germano
- N. 14 - Aria Finale di Argilla E fia ver? Di sì gran dono (Argilla, Sebastiano, Sguiglio, Papaccione, Ines, Fernando, Duca, Amelia, Ghita, Manuelitta, Coro)

## Reazioni della critica
"Nonostante la pochezza del libretto, l'opera fu un enorme successo al suo debutto a Napoli nel 1822, e anche Bellini scrisse delle note positive per il settetto del secondo atto. Donizetti mescola personaggi buffi e serii, così come il dialetto napoletano (non ci sono recitativi; i numeri sono separati da dialoghi parlati) con "pure" in italiano, e la trama è assurda ed è tenuta insieme dalla intelligente Argilla, che con il pretesto di predire fortuna e guadagni si guadagna la benevolenza della gente e l'opportunità di accedere ad ogni area del castello. Si tratta di un capolavoro? O quasi? No, ma ci sono arie molto ben fatte, buone caratterizzazioni, e melodie piacevoli."

## Registrazioni
| Anno | Cast (Argilla, Ines, Fernando, Don Sebastiano Alvarez, Duca d'Alziras, Don Ranuccio, Antonio, Papaccione, Amelia, Sguiglio, Ghita, Manuelita)                                                                       | Direttore, Orchestra e Coro | Etichetta                                       |
| ---- | --- | --- | ----------------------------------------------- |
| 2001 | Manuela Custer, Rosita Ramini, Massimiliano Barbolini, Piero Terranova, Cataldo Gallone Filippo Morace Giacomo Rocchetti Domenico Colaianni Sara Allegretta Massimiliano Chiarolla Roberta Zaccaria Giulia Petruzzi | Arnold Bosman, Orchestra Internazionale d'Italia e Coro da camera di Bratislava (Registrato dal vivo al Festival della Valle d'Itria di Martina Franca, luglio) | Audio CD: Dynamic (2002) Cat: CDS396/1-2 (2CDs) |